# Gehörlosengeld
Das Gehörlosengeld ist in Deutschland eine finanzielle Unterstützung für Menschen, die von Geburt, aufgrund einer Krankheit oder durch einen Unfall gehörlos sind. Sie begleichen damit Mehrausgaben, die ihnen wegen ihrer Behinderung entstehen. Dazu zählen Kosten für Hilfsmittel, Gebärdensprachdolmetscher und anderen Zusatzaufwand.
Gesetzlich geregelt ist der Anspruch nach Landesrecht in den jeweiligen Sozialgesetzen der Bundesländer. Das Gehörlosengeld wird ohne Rücksicht auf Einkommen und Vermögen gewährt.
Im Gegensatz zum vergleichbaren Blindengeld gewähren nur sechs von sechzehn Bundesländern ein Gehörlosengeld, ferner sind die Beträge und Bedingungen sehr unterschiedlich (Stand 2022).

## Berlin
Nach dem Landespflegegeldgesetz von Berlin kann Gehörlosen ein monatlicher Betrag von derzeit (Stand 1. Juli 2023) 176,06 Euro gewährt werden. Bedingung ist, dass Gehörlosigkeit oder an Taubheit grenzende Schwerhörigkeit vor Vollendung des 7. Lebensjahres (also vor dem vollen Spracherwerb) eingetreten ist. Zuständig für die Bearbeitung sind die örtlichen Sozial- und Jugendämter in dem Bezirk, in der die Person ihren Hauptwohnsitz hat. 
Taubblinde erhalten demgegenüber monatlich 1189 Euro, wovon, wenn sie Pflegestufe 1 erhalten, ein Betrag von 129 Euro und bei Pflegestufe 2 und 3 168 Euro vom vollen Betrag abgezogen werden. Bei dauerndem Aufenthalt in einem Heim erhalten Taubblinde monatlich 594,50 Euro. 
Falls eine Person Leistungen der Pflegeversicherung erhält, sind diese anzurechnen und führen zu einem Wegfall des Gehörlosengeldes. In Berlin ist das Landespflegegeld an die Blindenhilfe und diese wiederum an die Rentenerhöhungen gekoppelt, wobei die Angleichungen nach dem gleichen prozentualen Verhältnis erfolgen. Unterschiedlich gekürzte Beträge gibt es, wenn sich die Person langfristig in Krankenhäusern und Pflegeheimen aufhält.

## Brandenburg
In Brandenburg gibt es ein Landespflegegeldgesetz als Freiwillige Leistung des Landes. Zuständig bei der Beantragung ist das zuständige Sozialamt des Landkreises oder der Stadt. Derzeit bekommen die Anspruchsberechtigten monatlich 82 Euro. Es kann eine Kostenübernahme für Dolmetschereinsätze bei wichtigen privaten Anlässen beim LV beantragt werden. 

## Nordrhein-Westfalen
In Nordrhein-Westfalen kann das Gehörlosengeld bei den kommunalen Behörden, Abteilung Sozialhilfe/Eingliederung, oder direkt bei den Landschaftsverbänden Rheinland und Westfalen-Lippe beantragt werden. Diese zahlen das monatliche Gehörlosengeld in Höhe von 77 Euro an die Empfänger aus.

## Sachsen-Anhalt
Gehörlosen Menschen wird in Sachsen-Anhalt auf Antrag ein Gehörlosengeld von monatlich 41 Euro zum Ausgleich von Mehraufwendungen gewährt, wenn der Wohnsitz im Land Sachsen-Anhalt liegt. Die Zahlung erfolgt ab Vorliegen der gesundheitlichen und gesetzlichen Voraussetzungen, frühestens aber ab Antragsmonat. Zuständig für die Beantragung und Bewilligung ist das Landesverwaltungsamt.

## Sachsen
Sachsen bestimmt den finanziellen Nachteilsausgleich für Gehörlose über das Landesblindengeldgesetz (LBlindG), demnach werden bei Taubheit und einem festgestellten Grad der Behinderung (GdB) von 100 monatlich 130 Euro an die betreffenden Personen gezahlt. Ausgeschlossen sind davon Personen, die dafür schon Leistungen von anderen sozialen Kostenträgern erhalten, sowie Kriegsversehrte.